# Il peccato dell'ingratitudine
Il peccato dell'ingratitudine è un film muto italiano del 1912 diretto da Giuseppe De Liguoro.

## Trama
Helene e Mario, sono due giovani sposi benestanti. Un giorno ricevono una lettera di aiuto da Gina, vecchia amica di Helene, a cui è morto il marito. Loro la accolgono a casa, ma Gina è gelosa e fa di tutto per distruggere il loro matrimonio. Helene, dopo il divorzio, si reca in Inghilterra, dove incontra e si innamora del figlio di un ricco industriale, i due si sposano. 
Nel frattempo, Mario e Gina, che si erano sposai, erano in gravi difficoltà, Gina aveva sperperato tutto in viaggi, e Mario, citato in giudizio per i debiti, scappa per evitare la condanna. 
Mario è in Francia che lavora in una fabbrica, dove nel giorno dell'anniversario viene incaricato di fare il discorso per il proprietario e qui rivede Helena, lui sopraffatto dalla vergogna e dal rimorso scappa via. Si sostituisce ad un subacqueo e quando è in fondo taglia il tubo dell'ossigeno. Tentano di salvarlo ma non c'è niente da fare. Muore. Helena che ha assistito alla scena, piangente prega per l'anima dell'amato Mario.